# Чжу Ихай
Чжу Ихай (Лу-ван) (кит. 朱以海; 6 июля 1618 — 23 декабря 1662) — 11-й великий князь Лу (Лу-ван) (1642—1645), третий китайский император династии Южная Мин (1645—1655), сын великого князя Лу (Лу-вана) Чжу Шаояня (? — 1639) и потомок в десятом поколении первого минского императора Чжу Юаньчжана.

## Биография
В 1642 году после смерти своего старшего брата, погибшего при взятии цинскими войсками административного центра Яньчжоуской управы, Чжу Ихай стал новым великим князем Лу (Лу-ваном). В 1645 году после разгрома и пленения маньчжурами Чжу Юсуна (Фу-вана) и Чжу Чанфана Лу-ван Чжу Ихай был объявлен императором в Шаосине в провинции Чжэцзян. Его поддерживали полководцы Ма Шиин и Чжан Минчжэнь. Вместо того, чтобы объединить силы для совместной борьбы с маньчжурскими завоевателями, Чжу Ихай начал междоусобную борьбу за власть с другим императором Чжу Юйцзянем. В 1646 году маньчжуры захватили Шаосин, столицу Чжу Ихая, и другие города. Лу-ван с частью войск бежал на прибрежные острова, где некоторое время находился в лагере сопротивления, возглавлявшегося Чжэн Чэнгуном. Был утоплен в море по приказу полководца Чжэн Чэнгуна.